# Cespitularia coerula
Cespitularia coerula är en korallart som beskrevs av May 1898. Cespitularia coerula ingår i släktet Cespitularia och familjen Xeniidae. Inga underarter finns listade i Catalogue of Life.